# Carlo Giusto de Torresani Lanzfeld
Carlo Giusto Torresani Lanzfeld (Cles, 17 febbraio 1779 – Riva del Garda, 8 agosto 1852) è stato un militare austriaco.

## Biografia
Carlo Giusto de Torresani Lanzfeld barone di Camponero studiò legge a Vienna laureandosi in diritto, ma dopo l'occupazione francese, scelse la vita militare, e nel 1796, si arruolò nell'esercito austriaco venendo nominato ufficiale dei bersaglieri provinciali combattendo contro i francesi.
Il suo primo incarico l'ottenne l'8 maggio 1809. Fu inviato segretamente a Vienna che era stata da soli cinque giorni occupata dai francesi, a documentare gli eventi. Nel biennio 1809-1810 in qualità di funzionario di polizia si trovò a sostenere i tirolesi che si opponevano alla venuta dell'esercito napoleonico.
Il 13 aprile 1814 fu nominato prefetto provvisorio e consigliere del Governo che aveva sede a Padova, grazie alla sua conoscenza dell'italiano, tedesco francese e latino, nonché le norme giuridiche. Con la nomina a referato gobernativo era a conoscenza di tutti gli atti governativi e dei dispacci, diventando tra i pochi collaboratori fidati. Si susseguirono poi diversi incarichi, non tutti pubblici, anzi, di molti di questi non vi sono fonti certe, facendo ritenere che fossero incarichi segreti, in particolare per il periodo trascorso nel Polesine, a Verona, Vicenza e Lonigo. Fu poi spostato a Udine con un incarico amministrativo. Molti furono i suoi rapporti che da questa città furono trasmessi al Governo, documenti che testimoniano la sua puntigliosità e prolissa argomentazione, caratteristica che lo identificava. Anche se doveva assolvere incarichi amministrativi, il Torresani aveva una predisposiizione più da poliziotto, evidente nel rapporto che presentò nel 1819 al Governo che pare essere più una descrizione di polizia che politica.
Ottenne il trasferimento alla direzione generale di Milano nel 1822, rimanendone alla guida per ventisei anni.
La sua attività fu considerata severa e scrupolosa ma non vendicativa. I suoi servizi al governo austriaco furono apprezzati dal ministro Klemens von Metternich. Erano gli anni dei movimenti rivoluzionari, e il Torresani risulta fosse severo nei controlli di spionaggio, fra questi si consideri che mise sotto osservazione la principessa Cristina Trivulzio di Belgiojoso.. Fu proprio lui a sventare la congiura della Giovine Italia nel 1833 e 1834, arrestandone i capi rivoluzionari.
Nel 1846 fu nominato direttore del Teatro alla Scala che aveva un grande interesse politico, ma quando Milano insorse con le cinque giornate malgrado la sua opera difensiva dovette ritirarsi con l’esercito a Verona dove finì la sua carriera militare..